# Hannie Schaftbrug
De Hannie Schaftbrug (brug nr. 601) is een bouwkundig kunstwerk in Amsterdam Nieuw-West, wijk Slotermeer.

## Brug
De vaste brug vormt sinds 1951 de verbinding tussen de Bos en Lommerweg en de Burgemeester de Vlugtlaan, die gescheiden werden door de Ringspoordijk en bijbehorende afwateringssystemen. De brug overspant een naamloze waterloop, die loopt van de noordzijde van het Gerbrandypark naar de zuidzijde van de Haarlemmerweg bij het circuit. Direct ten oosten van de brug ligt het Metrostation De Vlugtlaan. Ten noordwesten van de brug bevindt zich een schooltuincomplex (Ridderbos).
Architect Piet Kramer van de Dienst der Publieke Werken ontwierp voor deze plek een duikerbrug met uitgebreid leuningwerk met in het midden opkomende balustrade. De brug werd echter soberder uitgevoerd. Van het uitgebreide leuningwerk bleef alleen het middenstuk over. De verhoogde balustrade werd juist verlaagd. Het is een van de zes bruggen die Kramer ontwierp voor de stadsuitbreiding en ook de soberste binnen die groep. Ze werd samen met de Frieda Belinfantebrug (brug 600) en Jacoba van Tongerenbrug (brug 602) aanbesteed op 16 oktober 1950. Ze voldoet deels aan de stijl Amsterdamse School met haar afwisseling van baksteen, natuursteen en de ijzeren leuningen. Daar waar andere bruggen van Kramer in die stijl tot gemeentelijk monument zijn verklaard, geldt dat niet voor deze brug (is ingeschat in Orde 3). Het jaar van oplevering is terug te lezen in een de sluitstenen.

## Plaquette
Koningin Juliana der Nederlanden kwam onder begeleiding van onder meer burgemeester Arnold d'Ailly op 7 oktober 1952 bij deze brug de eerste van de westelijke tuinsteden openen. Op of nabij de brug stond een door mensen gevormde deur (zes jongens en zes meisjes) die figuurlijk door de koningin werd geopend onder het uitbrengen van In naam van Oranje open de poort. Zij trok vervolgens de wijk in en bezocht ook de woning Walraven van Hallweg 5. De bewoners waren net in de woning getrokken, nadat ze jaren hadden ingewoond in de Jan Pieter Heijestraat. De plaquette aangebracht op de noordelijke leuning herinnert aan de opening van de wijk.

## Naamgeving
De brug werd in mei 2016 officieel vernoemd naar de verzetsstrijdster Hannie Schaft, "het meisje met het rode haar". De brug grenst aan een wijk in Slotermeer, waarvan straten en bruggen vernoemd zijn naar verzetsstrijders. Initiatiefnemer daarbij was burgemeester Job Cohen. Nabij de brug staat een plaquette annex informatiebord.

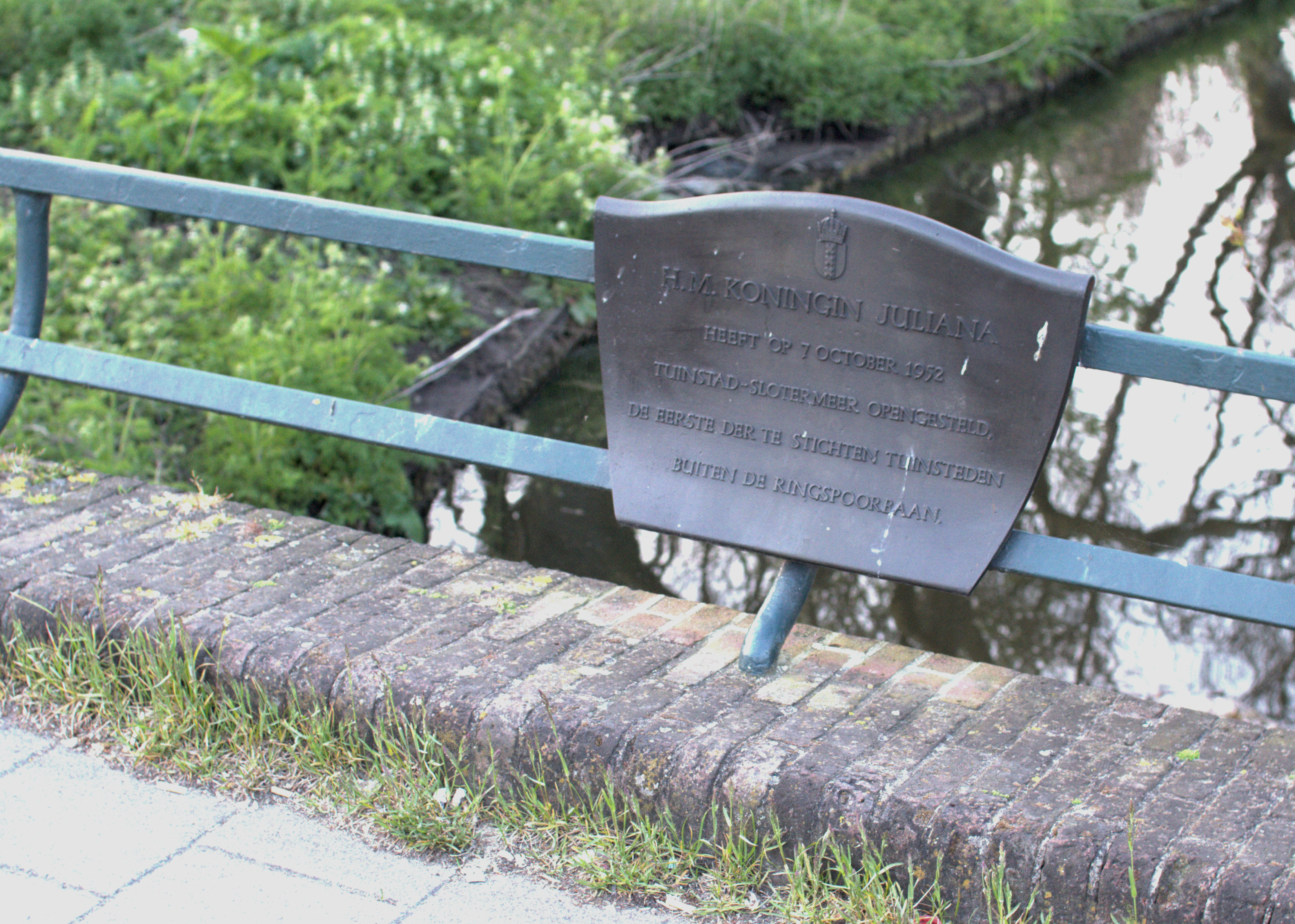
Plaquette op de brug (mei 2016)

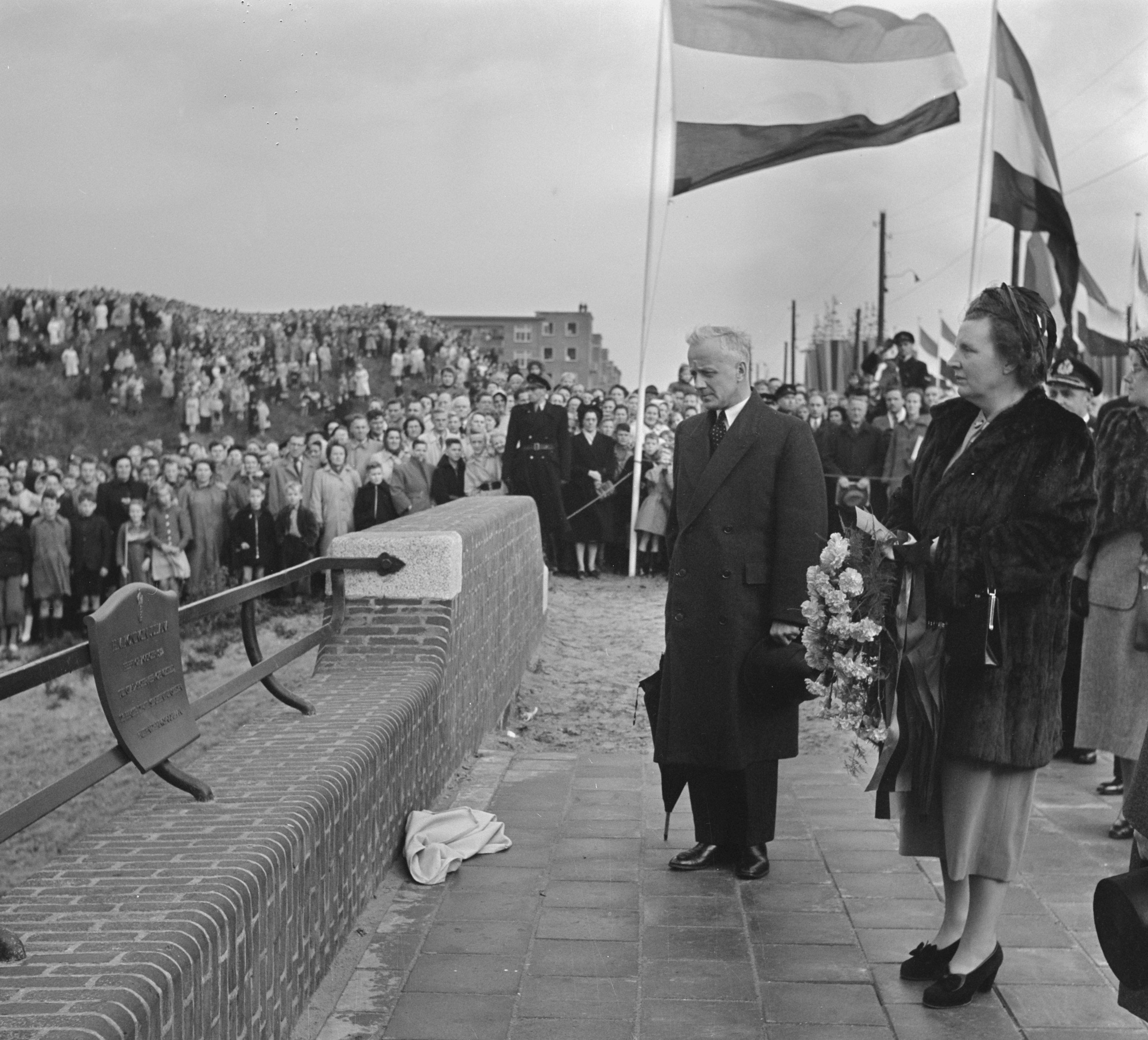
Koningin Juliana bij plaquette (1952)

<<< · 600 · 601 · 602 · 603 · 604 · 605 · 606 · 607 · 608 · 609 · 610 · 611 · 612 · 613 · 614 · 615 · 616 · 617 · 618 · 619 · 620 · 621 · 622 · 623 · 624 · 626 · 627 · 628 · 629 · 630 · 631 · 632 · 633 · 634 · 635 · 636 · 637 · 638 · 639 · 643 · 651 · 652 · 653 · 655 · 656 · 657 · 658 · 659 · 660 · 661 · 662 · 663 · 664 · 665 · 666 · 667 · 668 · 669 · 670 · 671 · 673 · 674 · 675 · 676 · 677 · 678 · 679 · 681 · 682 · 683 · 684 · 685 · 687 · 688 · 689 · 690 · 691 · 692 · 695 · 696 · 699 · >>>
Verdwenen brugnummers: 625 (afgebroken brug Sam van Houtenstraat), 640, 644, 645, 646, 647, 648, 650, 672 (duiker Cornelis Lelylaan, Rembrandtpark), 694, 698.
Nooit gebouwd: 649, 680 (nooit gebouwde brug Sloterplas).
Brugnummers 641, 642, 654, 686, 693, 694 en 697 zijn onbekend.